# Ageas
Ageas — бельгийская страховая компания. Образована в апреле 2010 года реорганизацией финансовой группы Fortis. Основные рынки — Бельгия и Великобритания, также работает в некоторых других странах Европы и в Азии. В списке крупнейших публичных компаний мира Forbes Global 2000 за 2021 год компания заняла 527-е место (815-е по размеру выручки, 523-е по чистой прибыли, 278-е по активам, 1528-е по рыночной капитализации).

## История
Бельгийская страховая компания Assurances Générales (AG Insurance) была основана в 1824 году. В 1990 году она объединилась с нидерландской финансовой группой AMEV/VSB, образовав Fortis. AMEV/VSB образовалась ранее в том же году слиянием сберегательного банка VSB (Verenigde Spaarbank) со страховщиком AMEV. К 2007 году Fortis стала 20-й крупнейшей финансовой группой в мире по размеру выручки. В этом году группа приняла участие в покупке ABN AMRO (в консорциуме с Grupo Santander and Royal Bank of Scotland Group), эта покупка в ходе мирового финансового кризиса обернулась большими убытками. Группа была рефинансирована правительствами Бельгии, Нидерландов и Люксембурга на 11,2 млрд евро, но при условии разделения банковских и страховых подразделений и продажи большинства зарубежных операций. Из страховых активов в Бельгии был сформирован Fortis Holding, в апреле 2010 года переименованный в Ageas. Владельцем бренда Fortis стала французская финансовая группа BNP Paribas, также поглотившая большинство банковских операций Fortis.

## Деятельность
За 2020 год страховые премии составили 8,39 млрд евро, инвестиционный доход — 2,88 млрд евро. Страховые выплаты составили 7,95 млрд евро. Активы на конец года составили 111 млрд евро, из них 85 млрд пришлось на инвестиции.
Основные подразделения:
- Страхование в Бельгии — работает под брендом AG Insurance.
- Страхование в Великобритании — здесь занимается только страхованием имущества.
- Страхование в континентальной Европе — Франция, совместные предприятия в Люксембурге, Италии, Португалии, Турции.
- Страхование в Азии — операционный центр региона в Гонконге, совместные предприятия в КНР, Малайзии, Индии и Таиланде.
- Перестрахование — дочерняя компания Intreas NV, в основном перестраховывает риски самой компании.
- Финансовые услуги — деятельность, не связанная со страхованием[1].